# Fredentorps kyrkogård

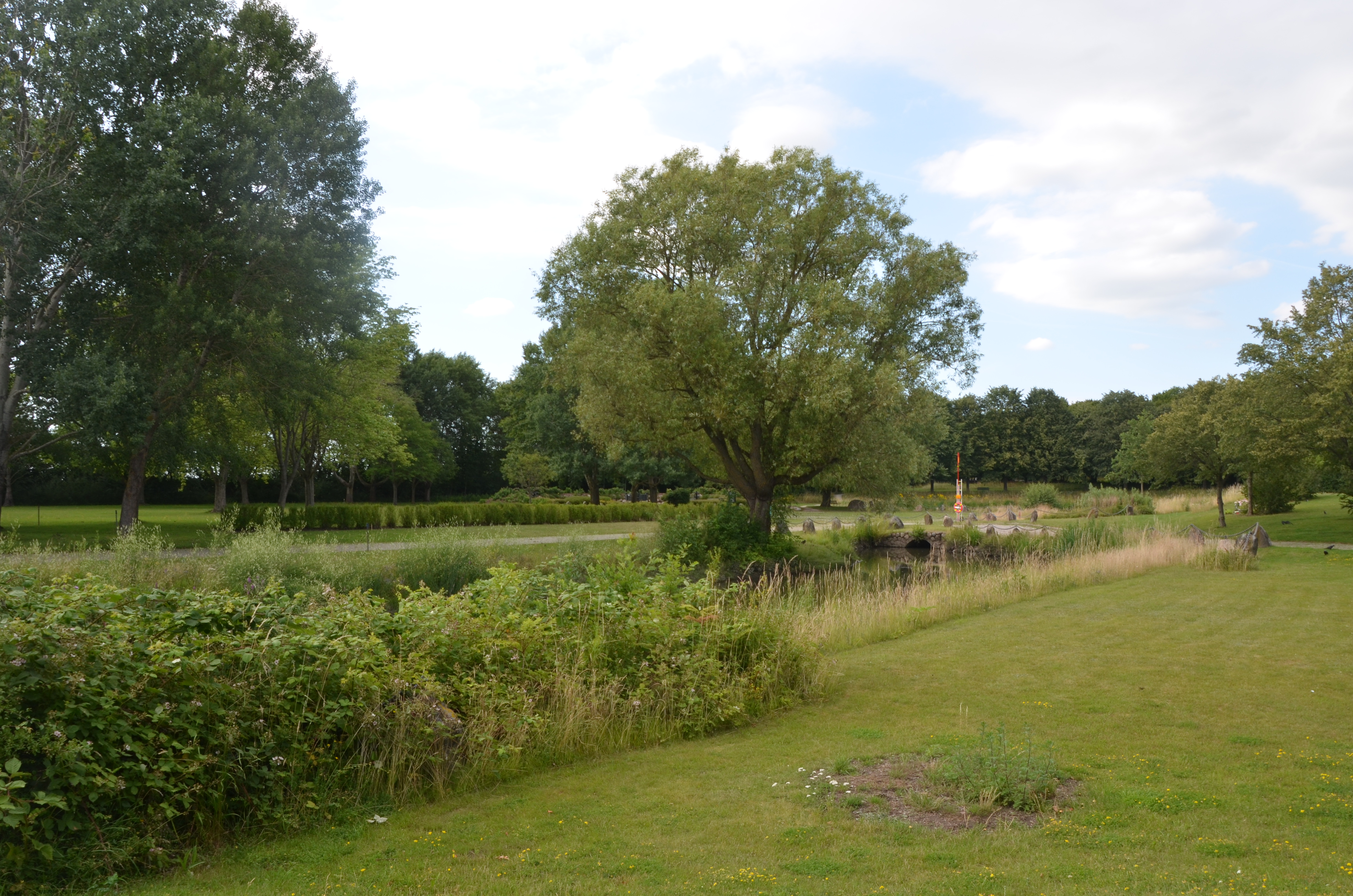
Fredentorp begravningsplats

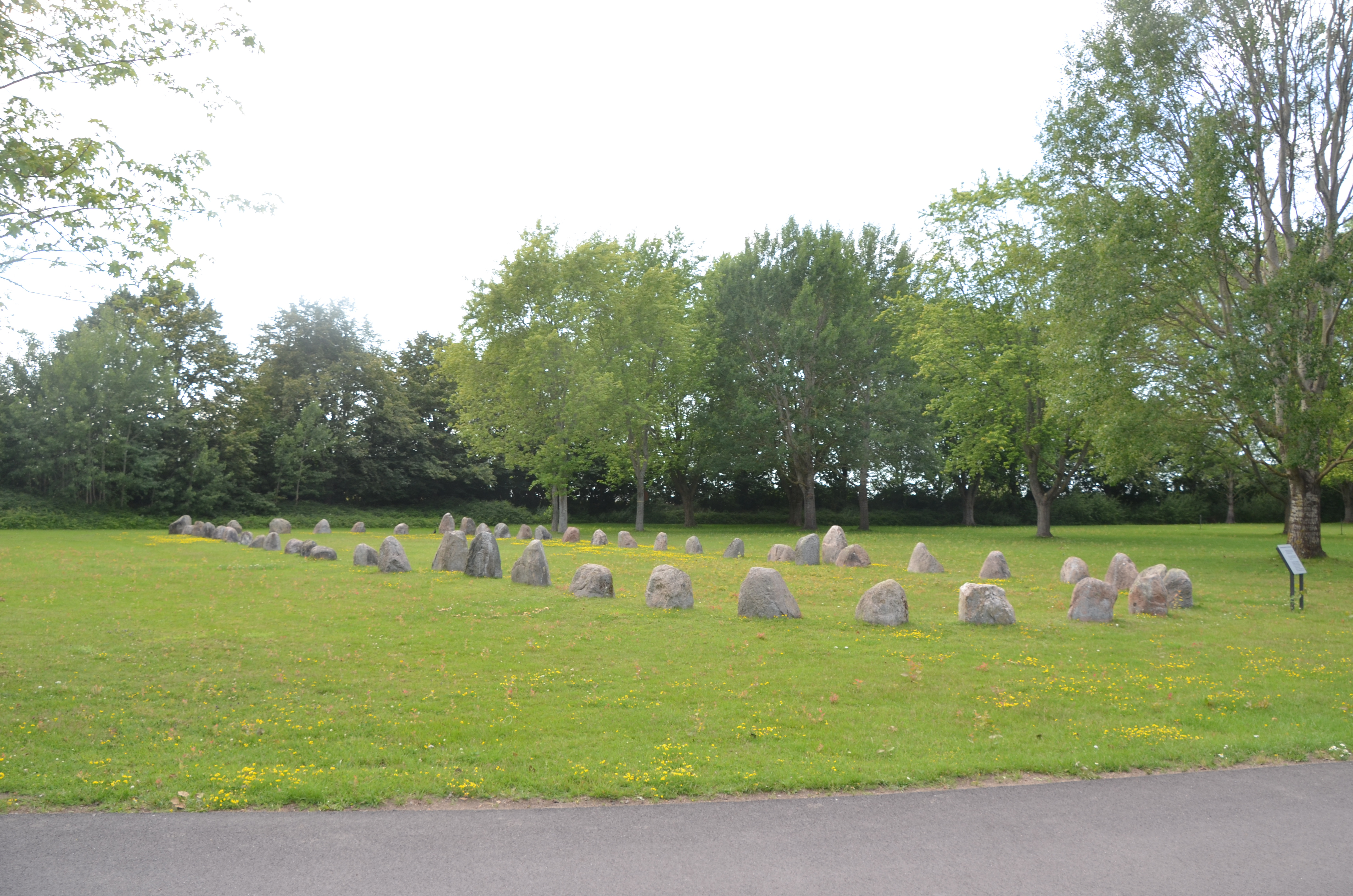
Markeringar för återbegravna från Sankt Stefans kyrkas medeltida kyrkogård i Lund

Fredentorps begravningsplats är en begravningsplats i Lund belägen mellan Kävlingevägen och Södra stambanan cirka fyra kilometer norr om Lunds centrum.
Begravningsplatsen omfattar i sin första etapp tolv hektar mark, men totalt finns 36 hektar mark reserverad i stadsplanen, inklusive plats för tillkommande byggnader. Den första etappen invigdes våren 1985, men en mindre del togs i bruk redan under vintern 1983 som begravningsplats för 2 100 personer avlidna under medeltiden, vilka tidigare varit begravda på begravningsplatsen till medeltidskyrkan Sankt Stefan i mark som grävdes ur i kvarteret Repslagaren.
Enskilda gravplatser finns för både kistgravar och urngravar. Efter överenskommelse kan delar av begravningsplatsen användas av andra trosbekännare än kristna.
Bland kända personer som ligger begravda på Fredentorp märks fysikern och folkbildaren Hans-Uno Bengtsson och Anders Svenningsen, domprost i Lunds domkyrkoförsamling 1993-2002.